# 经济民主
经济民主，有时也称为民主经济，是一种社会经济哲学，主张将所有权和决策权从公司股东和管理层（如董事会）转移到更广泛的公众利益相关者群体中，包括工人、消费者、供应商、社区以及更广泛的社会公众。尽管对“经济民主”没有单一公认的定义或统一的方法，但大多数支持者认为，现代的财产权关系会将社会成本外部化、让私人利润凌驾于公众福祉之上，并且剥夺政治共同体在经济政策决策中的民主话语权。除道德方面的关注，经济民主还提出一系列现实层面的主张，例如它能够弥补资本主义所固有的“有效需求缺口”。
经济民主的支持者普遍认为，现代资本主义会周期性地引发经济危机，其特征是有效需求不足：社会整体收入无法购买其自身生产出的全部产品。企业对公共资源的垄断通常会制造人为的稀缺，进而造成社会经济失衡，限制工人获取经济机会的能力，并削弱消费者的购买力。经济民主既可以作为更宏大的社会经济意识形态的组成部分，也可以作为一种独立理论或各种改革议程的形式提出。例如，在争取完整经济权利的过程中，它也为实现完整政治权利开辟道路，因为政治权利的实现被定义为包含经济权利。关于经济民主的理论既包括市场取向的，也包括非市场取向的。作为一项改革议程，其理论基础和现实示例可能包括：权力下放、民主合作社、公共银行、公平贸易、食品生产和货币的区域化等。